# 多彩刺尻魚
多彩刺尻魚，為輻鰭魚綱鱸形目鱸亞目蓋刺魚科的其中一個種。

## 分布
本魚分布於太平洋區，包括庫克群島、斐濟、夏威夷群島、強斯頓環礁、關島、吉里巴斯、馬紹爾群島、密克羅尼西亞、帛琉、法屬波里尼西亞、東加等海域。

## 深度
水深20至115公尺。

## 特徵
本魚體側扁，呈橢圓形，體色多元，額部、眼部、背鰭及臀鰭為黑色；頭部、腹鰭、胸鰭、尾鰭及胸部為黃色；背部及下腹部為棕色；上半魚體為灰色，背鰭硬棘14枚；背鰭軟條16至17枚；臀鰭硬棘3枚；臀鰭軟條17枚，體長可達9公分。

## 生態
本魚棲息於陡峭的外礁斜坡珊瑚成長茂盛的區域。善於隱藏，屬草食性，以藻類為食。

## 經濟利用
可做為觀賞魚。